# گریس پو
گریس پو (انگلیسی: Grace Poe؛ زادهٔ ۱۹۶۷/۱۹۶۸ (۵۶–۵۸ سال) baptized ۳ سپتامبر ۱۹۶۸) سیاست‌مدار اهل فیلیپین است.